# Le Pas (Mayenne)
Pour les articles homonymes, voir Le Pas.
Le Pas est une commune française, située dans le département de la Mayenne en région Pays de la Loire, peuplée de 522 habitants.
La commune fait partie de la province historique du Maine, et se situe dans le Bas-Maine dans le pays de Passais.

## Géographie
Le Pas est situé dans le nord du département de la Mayenne. C'est un village du canton d'Ambrières-les-Vallées à 6 km de son chef-lieu, 10 km de Gorron, 42 km de Laval et 18 km de Mayenne. Il doit son nom à sa situation dans un carrefour, lieu de passage entre le Maine et la Normandie, d'où Le Pas. Il est situé au bord du ruisseau de l'Aversale qui se jette dans la Varenne.

### Communes limitrophes
| Couesmes-Vaucé         | Couesmes-Vaucé         | Ambrières-les-Vallées |
| Brecé                  | du Pas                 | Ambrières-les-Vallées |
| Saint-Mars-sur-Colmont | Saint-Mars-sur-Colmont | Oisseau               |

### Climat
Pour des articles plus généraux, voir Climat des Pays de la Loire et Climat de la Mayenne.
En 2010, le climat de la commune est de type climat océanique franc, selon une étude du CNRS s'appuyant sur une série de données couvrant la période 1971-2000. En 2020, Météo-France publie une typologie des climats de la France métropolitaine dans laquelle la commune est exposée à un climat océanique et est dans la région climatique  Moyenne vallée de la Loire, caractérisée par une bonne insolation (1 850 h/an) et un été peu pluvieux. 
Pour la période 1971-2000, la température annuelle moyenne est de 10,6 °C, avec une amplitude thermique annuelle de 13,3 °C. Le cumul annuel moyen de précipitations est de 860 mm, avec 13,2 jours de précipitations en janvier et 7,7 jours en juillet. Pour la période 1991-2020, la température moyenne annuelle observée sur la station météorologique de Météo-France la plus proche, sur la commune de Saint-Fraimbault à 6 km à vol d'oiseau, est de 11,2 °C et le cumul annuel moyen de précipitations est de 850,1 mm,. Pour l'avenir, les paramètres climatiques de la commune estimés pour 2050 selon différents scénarios d'émission de gaz à effet de serre sont consultables sur un site dédié publié par Météo-France en novembre 2022.

## Urbanisme

### Typologie
Au 1er janvier 2024, Le Pas est catégorisée commune rurale à habitat très dispersé, selon la nouvelle grille communale de densité à sept niveaux définie par l'Insee en 2022.
Elle est située hors unité urbaine et hors attraction des villes,.

### Occupation des sols
L'occupation des sols de la commune, telle qu'elle ressort de la base de données européenne d’occupation biophysique des sols Corine Land Cover (CLC), est marquée par l'importance des territoires agricoles (100 % en 2018), une proportion identique à celle de 1990 (100 %). La répartition détaillée en 2018 est la suivante : 
terres arables (56,6 %), prairies (40,3 %), zones agricoles hétérogènes (3,1 %). L'évolution de l’occupation des sols de la commune et de ses infrastructures peut être observée sur les différentes représentations cartographiques du territoire : la carte de Cassini (XVIIIe siècle), la carte d'état-major (1820-1866) et les cartes ou photos aériennes de l'IGN pour la période actuelle (1950 à aujourd'hui).

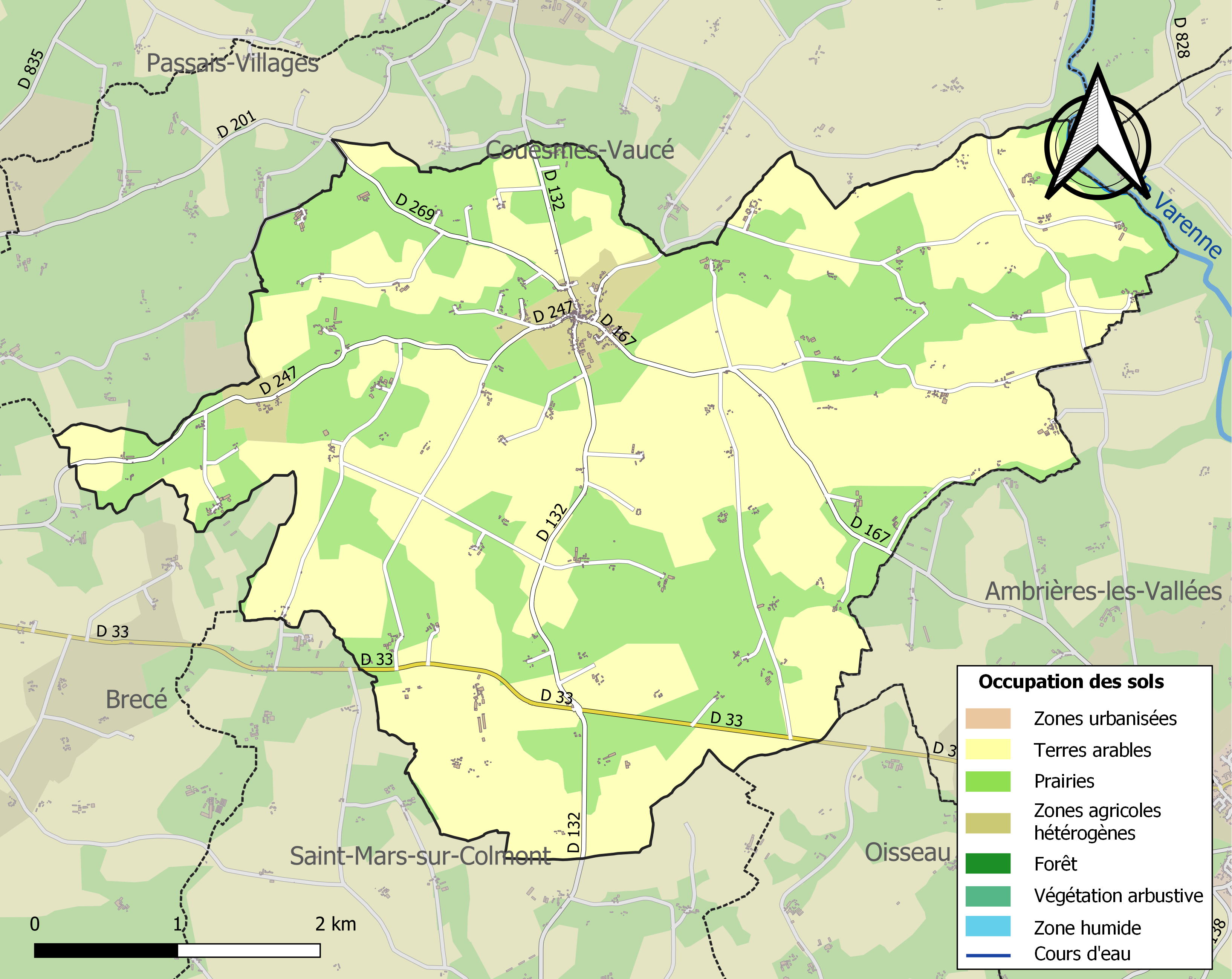
Carte des infrastructures et de l'occupation des sols de la commune en 2018 (CLC).

## Toponymie
Le Pas : du latin Passum (passage), « le passage étroit »[réf. nécessaire].
Le gentilé est Passereau.

## Histoire
Le Pas était déjà occupé dès la préhistoire comme en témoigne le menhir de Saint-Civière.

### Le chemin de fer
La commune fut desservie, de 1901 à 1947, par la ligne de chemin de fer secondaire à voie métrique des chemins de fer départementaux de la Mayenne (CFDM) reliant Landivy à Mayenne. La ligne de Mayenne à Landivy fut ouverte sur la section comprise entre Landivy et Mayenne-Saint-Baudelle via Le Pas le 22 août 1901. La section entre Mayenne-Saint-Baudelle et Mayenne-Échange ne fut ouverte que le 1er avril 1903. La section Landivy - Gorron ferma avant la Seconde Guerre mondiale. La section comprise entre Gorron et Mayenne desservant Le Pas ferma en 1947.
En 1902, la gare du Pas, située à l'écart du bourg au lieu-dit Montalon, avait accueilli 5 425 voyageurs.

## Politique et administration
Le conseil municipal est composé de quinze membres.

## Population et société

### Démographie
L'évolution du nombre d'habitants est connue à travers les recensements de la population effectués dans la commune depuis 1793. Pour les communes de moins de 10 000 habitants, une enquête de recensement portant sur toute la population est réalisée tous les cinq ans, les populations de référence des années intermédiaires étant quant à elles estimées par interpolation ou extrapolation. Pour la commune, le premier recensement exhaustif entrant dans le cadre du nouveau dispositif a été réalisé en 2006.
En 2022, la commune comptait 522 habitants, en évolution de −4,4 % par rapport à 2016 (Mayenne : −0,73 %, France hors Mayotte : +2,11 %).
Le Pas a compté jusqu'à 2 252 habitants en 1800.
| 1793  | 1800  | 1806  | 1821  | 1831  | 1836  | 1841  | 1846  | 1851  |
| ----- | ----- | ----- | ----- | ----- | ----- | ----- | ----- | ----- |
| 2 019 | 2 252 | 2 099 | 1 934 | 1 903 | 1 754 | 1 778 | 1 874 | 1 857 |

| 1856  | 1861  | 1866  | 1872  | 1876  | 1881  | 1886  | 1891  | 1896  |
| ----- | ----- | ----- | ----- | ----- | ----- | ----- | ----- | ----- |
| 1 814 | 1 794 | 1 743 | 1 641 | 1 616 | 1 636 | 1 553 | 1 520 | 1 395 |

| 1901  | 1906  | 1911  | 1921  | 1926  | 1931  | 1936  | 1946 | 1954 |
| ----- | ----- | ----- | ----- | ----- | ----- | ----- | ---- | ---- |
| 1 347 | 1 406 | 1 384 | 1 121 | 1 135 | 1 130 | 1 088 | 984  | 933  |

| 1962 | 1968 | 1975 | 1982 | 1990 | 1999 | 2006 | 2011 | 2016 |
| ---- | ---- | ---- | ---- | ---- | ---- | ---- | ---- | ---- |
| 880  | 826  | 729  | 662  | 586  | 515  | 523  | 528  | 546  |

| 2021 | 2022 | - | - | - | - | - | - | - |
| ---- | ---- | - | - | - | - | - | - | - |
| 530  | 522  | - | - | - | - | - | - | - |

## Activité et manifestations

### Sports
Le club Le Pas sports fait évoluer une équipe de football en 4e division de district.

## Culture locale et patrimoine

### Lieux et monuments

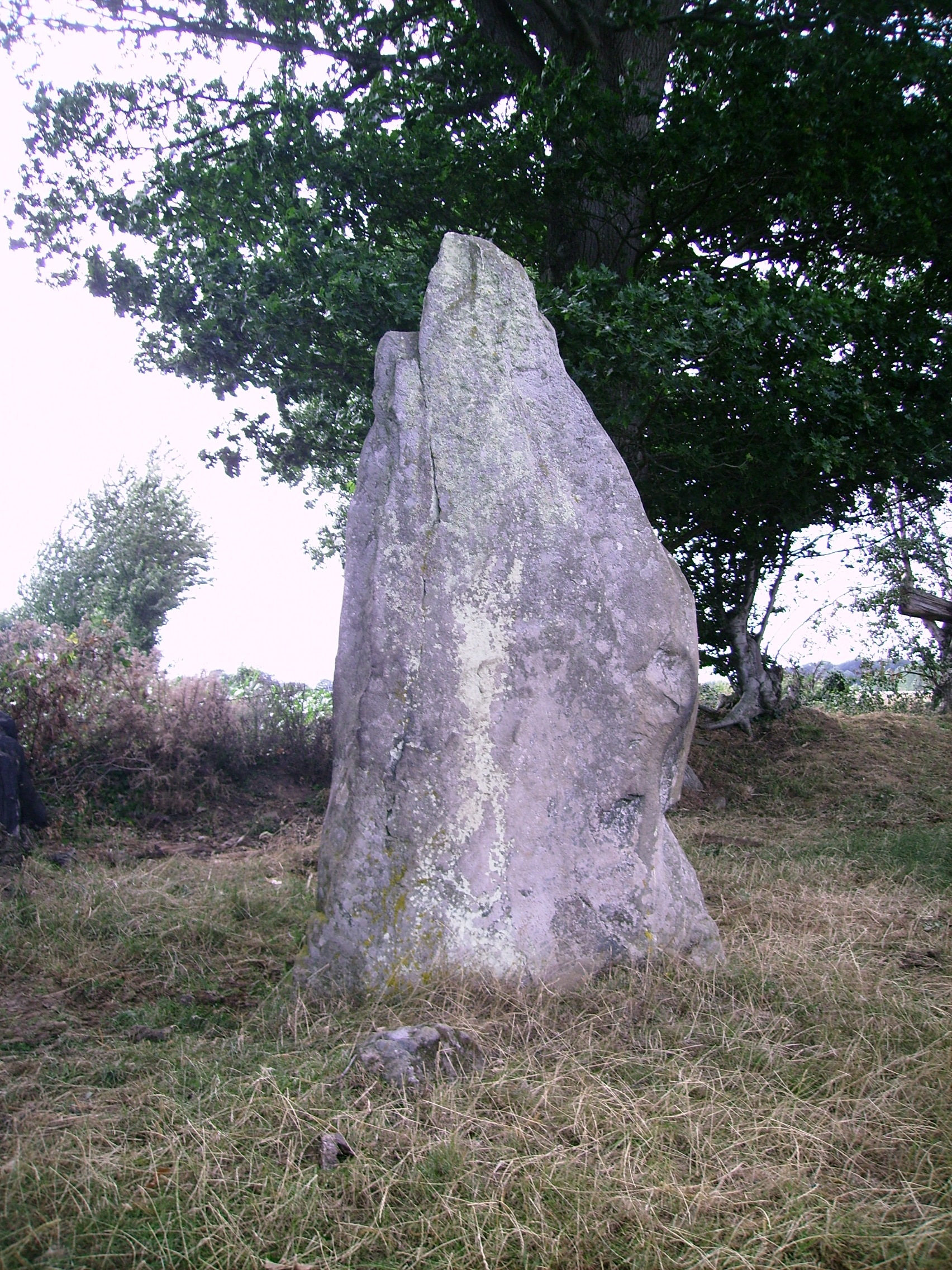
Le menhir de Saint-Civière.

- Menhir de Saint-Civière, classé Monument historique[27].
- L'église Saint-Martin date de la fin du XIXe siècle. Les deux cloches, bénites le 8 octobre 1787 et nommées Renée et Magdelaine[28], sont plus anciennes et classées à titre d'objets[29].

### Personnalités liées à la commune
- Louis Pouyvet de La Blinière, magistrat et diplomate du XVIIIe siècle, dont la famille est originaire du Pas.
- Abbé Hamon, André Jean Marie (1795 au Pas - 1874), ecclésiastique, auteur de nombreux ouvrages traduits dans le monde entier, prêtre sulpicien et curé de Saint-Sulpice.

### Héraldique
| Blason de Le Pas (Mayenne) | Blason  | D’azur, à un pal d’argent, chargé de trois tours de gueules, et accosté de deux glaives abaissés du second. |
| Blason de Le Pas (Mayenne) | Détails | L’azur, le pal et les tours reprennent les éléments principaux du blason de la famille Brancas, anciens seigneurs de Le Pas. La reprise intégrale des armes de famille étant interdite pour les municipalités, il suffit d’en emprunter un ou plusieurs éléments. Les glaives symbolisent Martin, le saint patron du village dont l’histoire est d’avoir partagé son manteau à un mendiant avec son glaive des soldats romains. Les ornements sont deux deux gerbes de blé d’or, mises en sautoir par la pointe et liées d’azur pour honorer l’agriculture communale. Le listel d'argent porte le nom de la commune en lettres majuscules de sable. La couronne de tours dit que l’écu est celui d’une commune ; elle n’a rien à voir avec des fortifications. Le statut officiel du blason reste à déterminer. |

## Sources
- Altitudes, coordonnées, superficie : répertoire géographique des communes 2014 (site de l'IGN, téléchargement du 1er mars 2015)